# Любопытный Джордж (книга)
Любопытный Джордж (англ. Curious George) — детская книга написанная и проиллюстрированная американскими писателями Маргрет и Хансом Аугусто Реями, и впервые опубликованная издательством Houghton Mifflin в 1941 году. Это первая книга из серии про «Любопытного Джорджа», в которой рассказываются приключения одноимённой осиротевшей обезьянки и Человека в Жёлтой Шляпе.

## Предыстория
Идея создания «Любопытного Джорджа» проистекала из более ранней работы Ханса Аугусто Рея — «Сесили Г. и девять обезьян». Любопытный Джордж был одним из персонажей этой книги. Маргрет и Рей решили написать отдельную историю посвящённую этой обезьянке. Их идея сразу же увенчалась успехом — книга стала крайне популярной, однако имя Маргрет Рей отсутствовало на ранних экземплярах «Любопытного Джорджа», так как издатель считал, что в детской литературе слишком доминируют женщины.

## Сюжет
История начинается в джунглях Африки. Человек в большой жёлтой соломенной шляпе наблюдает за маленькой обезьянкой (как выясняется — осиротевшей) в бинокль и решает взять её с собой домой. Он приманивает Джорджа с помощью шляпы, положив её на землю, Любопытный Джордж пытается надеть шляпу, после чего мужчина хватает его и кладёт в сумку. Затем он отвозит Джорджа на свой круизный лайнер, где достает обезьяну из сумки, а затем говорит ему, что отвезёт в зоопарк в большом городе и что ему там понравится. Затем он разрешает Джорджу немного поуправлять кораблем и напутствует, чтобы он не попадал в неприятности. На палубе Джордж замечает чаек, пытается улететь с ними и падает за борт. Матросы замечают это и бросают ему спасательный круг, после чего поднимают на борт.
Когда они прибывают в Америку, Джордж прощается с моряками, а затем отправляется в дом Человека в Жёлтой Шляпе, ест, курит трубку и ложится спать. На следующий день, увидев, как мужчина перед уходом позвонил в зоопарк, Джордж тоже пытается позвонить. Он играет с телефоном (набирая номера с 1 по 9), случайно попадая в пожарную часть. Когда пожарные слышат звонок, они бросаются к телефону, но не слышат ответа. Они смотрят на карту, которая показывает им, откуда был сделан телефонный звонок, думая, что это настоящая пожарная тревога. После этого они быстро садятся в пожарные машины и выезжают туда. Но когда они приезжают к дому, то понимают, что это был ложный вызов. Раздосадованные пожарники (худой и толстый) хватают Джорджа (после того, как он зацепился за телефонный шнур) и арестовывают за ложную тревогу. Они говорят Джорджу, что раз он одурачил пожарных, то они должны запереть его там, где он больше не сможет причинить вреда, и сажают в тюрьму.
Джордж пытается выбраться из тюрьмы через окно, но ему мешает решётка. После чего в камеру заходит охранник и забирается на деревянную кровать, чтобы снять Джорджа с окна. Однако, он оказывается так тяжёл, что кровать опрокидывается и прижимает его к стенке. Благодаря этому Джорджу удаётся проскользнуть в открытую дверь и убежать. Обезьянка минует второго охранника, дежурящего перед тюрьмой, по телефонным проводам. На улице он замечает продавца воздушных шаров и пытается схватить воздушный шар, но в итоге хватает всю кучу и улетает в высь. Джорджа уносит ветром и он цепляется за вершину светофора, сбивая его сигнал и застопорив движение автомобилей. Человек в Жёлтой Шляпе находит его там, покупает все воздушные шары у уличного торговца и, отвозит Джорджа в свой новый дом в зоопарке, где каждое животное получает в подарок воздушный шар.

## Об авторах
Маргрет Элизабет Рей (16 мая 1906 — 21 декабря 1996) и ее муж Ханс Аугусто «Х. А.» Рей (16 сентября 1898 — 26 августа 1977) познакомились в Бразилии, а затем переехали в Париж. Спасаясь от нацистов во время Второй мировой войны они сменили несколько стран, в итоге обосновавшись в Нью-Йорке. Там они написали «Любопытного Джорджа» и семь других книг из этой серии, в том числе «Любопытный Джордж находит работу», которая в 1960 году получила премию «Полка Льюиса Кэрролла». В 1963 году Реи переехали в Кембридж, штат Массачусетс, в дом неподалеку от Гарвард-сквер и жили там до смерти Ханса в 1977 году. В 1990-х друзья Рея открыли на Гарвард-сквер детский книжный магазин под названием Curious George & Friends (ранее Curious George Goes To Wordsworth), который проработал до 2011 года. В 2012 году по тому же адресу открылся новый магазин под названием The World’s Only Curious George Store — Harvard Square.